# The Incredible Shrinking Woman
La increíble mujer menguante (en España), La más pequeña del mundo (en México) y La increíble mujer diminuta (en Hispanoamérica) es una película estadounidense cómica de 1981 dirigida por Joel Schumacher y protagonizada por Lily Tomlin y Charles Grodin. El filme recaudó más de 20 millones de dólares sólo en los Estados Unidos. Algunas escenas fueron filmadas en 3D, pero finalmente se decidió lanzar el filme en 2D.

## Sinopsis
Luego de ser expuesta a una extraña combinación de químicos contenidos en productos para el hogar, Pat Kramer comienza a empequeñecer. Cada vez se achica más, hasta el punto de tener que usar la casa de muñecas de su hija para vivir. Los científicos están asombrados y quieren estudiarla y los ciudadanos se enternecen y quieren ayudar. Pat capta la atención de un grupo de gente que quiere dominar al mundo: su intención es raptarla para estudiarla y así poder encoger a otras personas. 

## Reparto
- Lily Tomlin como Pat Kramer / Judith Beasley / Operadora telefónica
- Charles Grodin como Vance Kramer.
- Ned Beatty como Dan Beame.
- Henry Gibson como Dr. Eugene Nortz.
- Elizabeth Wilson como Dr. Ruth Ruth.
- Mark Blankfield como Rob.
- Maria Smith como Concepción.
- Pamela Bellwood como Sandra Dyson.
- John Glover como Tom Keller.
- Nicholas Hormann como Logan Carver.
- Jim McMullan como Lyle Parks.
- Shelby Balik como Beth Kramer.
- Justin Dana como Jeff Kramer.
- Rick Baker como Sidney.
- Sally Kirkland como Cajera.

## Premios y nominaciones
| Año  | Premio              | Categoría                         | Persona      | Resultado |
| ---- | ------------------- | --------------------------------- | ------------ | --------- |
| 1982 | Saturn Award        | Mejor Actriz                      | Lily Tomlin  | Nominada  |
| 1981 | Fantafestival       | Mejor Actriz                      | Lily Tomlin  | Ganadora  |
| 1989 | Young Artist Awards | Mejor Película Familiar - Comedia | ---          | Nominada  |
| 1989 | Young Artist Awards | Mejor Actriz Joven de Película    | Shelby Balik | Nominada  |